# Mākaha Valley
Mākaha Valley – census-designated place (CDP) na wyspie Oʻahu, w hrabstwie Honolulu, na Hawajach, w Stanach Zjednoczonych. Według szacunków United States Census Bureau w roku 2010 CDP miało 1 341 mieszkańców.

## Geografia
Według United States Census Bureau census-designated place obejmuje powierzchnię 4,1 mil2 (10,7 km²).

## Demografia
Według spisu z roku 2000, CDP zamieszkiwało  1 289 osób, które tworzyło 426 gospodarstw domowych i 311 rodzin. Średni roczny dochód dla gospodarstwa domowego wynosił 27 446 $ a średni roczny dochód dla rodziny to 26 118 $. Średni roczny dochód na osobę wynosił 12 215 $ (31 389 $ dla mężczyzn i 24 063 $ dla kobiet). 32,4% rodzin i 36,6% mieszkańców census-designated place żyło poniżej granicy ubóstwa, z czego 45,8% to osoby poniżej 18 lat a 0,0% to osoby powyżej 65 roku życia.